# Harnacksches Prinzip
Das Harnacksche Prinzip, auch als Satz von Harnack zitiert, ist ein grundlegender Satz aus dem mathematischen Teilgebiet der Funktionentheorie, welcher auf den Mathematiker Axel Harnack (1851–1888) zurückgeht, der diesen Satz in einer Arbeit des Jahres 1886 vorgetragen hat. Das Harnacksche Prinzip behandelt das Konvergenzverhalten monoton wachsender Folgen harmonischer Funktionen. Es beruht auf der ebenfalls von Axel Harnack gefundenen und nach ihm benannten Ungleichung.

## Formulierung des Prinzips im klassischen komplexen Fall
Gegeben sei eine offene Menge {\displaystyle D\subset \mathbb {C} }  und dazu eine Folge  {\displaystyle (u_{n})_{n\in \mathbb {N} }}  harmonischer Funktionen  {\displaystyle {u_{n}}\colon \,D\to \mathbb {R} } {\displaystyle (n\in \mathbb {N} )}, welche punktweise monoton anwachse:
{\displaystyle u_{1}(z)\leq u_{2}(z)\leq \ldots } {\displaystyle (z\in D)}.
Sei für  {\displaystyle z\in D}
{\displaystyle u(z)=\sup _{n\in \mathbb {N} }{u_{n}(z)}=\lim _{n\to \infty }{u_{n}(z)}}
Seien weiter
{\displaystyle D_{0}=\{z\in D:\,u(z)<\infty \}}
und
{\displaystyle D_{1}=\{z\in D:\,u(z)=\infty \}}
Dann gilt:
(1) Sowohl  {\displaystyle D_{0}}  als auch  {\displaystyle D_{1}} sind  zugleich offen und abgeschlossen in  {\displaystyle D}.
(2) Für den Fall, dass   {\displaystyle D}  ein Gebiet von   {\displaystyle \mathbb {C} }  ist, gilt entweder stets   {\displaystyle u(z)=\infty }  für    {\displaystyle z\in D}  oder stets  {\displaystyle u(z)<\infty }  für   {\displaystyle z\in D}.
(3) Ist  {\displaystyle D}  ein Gebiet von  {\displaystyle \mathbb {C} }  und gilt   {\displaystyle u(z_{0})<\infty }  für ein    {\displaystyle z_{0}\in D} , so ist die Funktionenfolge lokal gleichmäßig konvergent und die Grenzfunktion {\displaystyle u}  ist ebenfalls eine harmonische Funktion.

## Verallgemeinerung auf höhere Dimensionen
Wie schon Axel Harnack selbst andeutet, gilt das entsprechende Prinzip mit ganz ähnlicher Formulierung auch für den Fall der harmonischen Funktionen auf offenen Mengen des  {\displaystyle {\mathbb {R} }^{n}} . Hier beruht der Beweis auf der n-dimensionalen Version der Harnackschen Ungleichung.